# Coupe du monde de snowboard 2019-2020
Navigation
Édition précédente Édition suivante
La Coupe du monde de snowboard 2019-2020 est la 26e saison de la Coupe du monde de snowboard organisé par la Fédération internationale de ski. Elle débute le 24 août 2019 à Cardrona en Nouvelle-Zélande et se termine le 15 mars 2020 à Veysonnaz en Suisse après l'annulation de l'ultime étape de Špindlerův Mlýn en République tchèque, prévues le  21 mars.

## Programme
34 épreuves individuelles sont prévues à la fois chez les hommes et chez les dames ainsi que 6 épreuves mixtes lors de 29 étapes réparties dur quatre continents. La saison commence par une étape estivale dans l’hémisphère sud, le 24 août 2019 à Cardrona en Nouvelle-Zélande puis marque une pause avant le début de la saison hivernale de l'hémisphère nord. Elle reprend début novembre en Italie, à Modène. La saison est perturbée par des températures trop douces pour la pratique du snowboard qui conduisent à quelques annulations, puis par la pandémie de Covid-19 qui en cause d'autres en fin de saison. Finalement 29 épreuves individuelles (29 masculines et 29 féminines) peuvent avoir lieu et seulement 2 épreuves par équipes. Dans le détail, les épreuves sont composées de
- 10 épreuves de slalom (au lieu de 14)  + 1 par équipe mixte (au lieu de 4)
  - 3 épreuves de slalom parallèle (au lieu de 6) + 1 par équipe mixte (au lieu de 2)
  - 7 épreuves de slalom géant parallèle (au lieu de 8) + aucune par équipe mixte (au lieu de 2)

| \| Bannoïe Winterberg \| Sites des compétitions en Europe (hors Alpes) |
| Bannoïe Winterberg                                                     |

| Bannoïe Winterberg |

| \| Carrezza Cortina Lackenhof Bad Gastein Rogla Scuol Piancavallo \| Sites des compétitions dans les Alpes |
| Carrezza Cortina Lackenhof Bad Gastein Rogla Scuol Piancavallo                                             |

| Carrezza Cortina Lackenhof Bad Gastein Rogla Scuol Piancavallo |

| \| Pyeongchang Blue Mountain \| Sites des compétitions dans le reste du Monde |
| Pyeongchang Blue Mountain                                                     |

| Pyeongchang Blue Mountain |

- 13 épreuves de freestyle (au lieu de 15)
  - 5 épreuves de half-pipe
  - 4 épreuves de slopestyle (au lieu de 5)
  - 4 épreuves de big air (au lieu de 5)

| \| Mammoth Lakes Atlanta Copper Mountain Calgary Cardrona Secret Garden Pékin \| Sites des compétitions (hors Europe) |
| Mammoth Lakes Atlanta Copper Mountain Calgary Cardrona Secret Garden Pékin                                            |

| Mammoth Lakes Atlanta Copper Mountain Calgary Cardrona Secret Garden Pékin |

| \| Laax Düsseldorf Modène Špindlerův Mlýn Alpe de Siusi \| Sites des compétitions en Europe |
| Laax Düsseldorf Modène Špindlerův Mlýn Alpe de Siusi                                        |

| Laax Düsseldorf Modène Špindlerův Mlýn Alpe de Siusi |

- 6 épreuves de snowboard cross + 1 par équipe (au lieu de 2)[a]

| \| Montafon Cervinia Feldberg Sierra Nevada Veysonnaz \| Sites des compétitions en Europe |
| Montafon Cervinia Feldberg Sierra Nevada Veysonnaz                                        |

| Montafon Cervinia Feldberg Sierra Nevada Veysonnaz |

| \| Big White \| Sites des compétitions en Amérique du Nord |
| Big White                                                  |

| Big White |

## Classements

### Slalom

#### Général
Première du classement du géant parallèle et deuxième de celui du slalom parallèle, l'Allemande Ramona Theresia Hofmeister remporte le classement général des épreuves de slalom. De la même manière l'Italien Roland Fischnaller est premier du classement du géant parallèle et deuxième de celui du slalom parallèle, et remporte lui aussi le classement général des épreuves de slalom.
| Rang | Nom                | Points |
| ---- | ------------------ | ------ |
| 1    | Roland Fischnaller | 6650   |
| 2    | Stefan Baumeister  | 4165   |
| 3    | Dmitry Loginov     | 3832   |
| 4    | Andrey Sobolev     | 3632   |
| 5    | Benjamin Karl      | 3596   |

| Rang | Nom                        | Points |
| ---- | -------------------------- | ------ |
| 1    | Ramona Theresia Hofmeister | 8260   |
| 2    | Julie Zogg                 | 5660   |
| 3    | Selina Jörg                | 4930   |
| 4    | Ladina Jenny               | 4570   |
| 5    | Daniela Ulbing             | 5296   |

#### Slalom parallèle
Après l'annulation des épreuves de mars (Moscou, Livigno et Winterberg) à cause de la pandémie de Covid-19, seulement trois slaloms parallèles ont pu avoir lieu, la moitié du total prévu. Chez les femmes la Suisse Julie Zogg conserve son titre, son troisième dans la discipline, tandis que chez les hommes l'autrichien Andreas Prommegger s'impose pour la première fois.
| Rang | Nom                | Score |
| ---- | ------------------ | ----- |
| 1    | Andreas Prommegger | 2260  |
| 2    | Roland Fischnaller | 1750  |
| 3    | Stefan Baumeister  | 1600  |

| Rang | Nom                        | Score |
| ---- | -------------------------- | ----- |
| 1    | Julie Zogg                 | 2600  |
| 2    | Ramona Theresia Hofmeister | 1960  |
| 3    | Selina Jörg                | 1740  |

#### Slalom géant parallèle
Après l'annulation des épreuves de Lackenhof à cause de températures trop élevées se sont sept des huit courses prévues qui ont eu lieu. Chez les femmes l'Allemande Julie Zogg remporte son premier titre avec facilité (cinq victoires et une seconde place), tandis que chez les hommes l'Italien Roland Fischnaller s'impose pour la première fois en géant parallèle après trois titres acquis en slalom parallèle.
| Rang | Nom                | Score |
| ---- | ------------------ | ----- |
| 1    | Roland Fischnaller | 4900  |
| 2    | Benjamin Karl      | 3380  |
| 3    | Dmitry Loginov     | 2882  |

| Rang | Nom                        | Score |
| ---- | -------------------------- | ----- |
| 1    | Ramona Theresia Hofmeister | 6300  |
| 2    | Selina Jörg                | 3190  |
| 3    | Ladina Jenny               | 3070  |

### Freestyle

#### Général
La classement freestyle cumule les résultats de big air, half-pipe et slopestyle. Le calendrier est conçu pour être équilibré, avec cinq épreuves dans chaque discipline, mais les annulations du big air de Düsseldorf et du slopestyle de Špindlerův Mlýn procure un léger avantage aux spécialistes du demi-tube. Ainsi chez les femmes la Chinoise Cai Xuetong, qui ne participe qu'aux épreuves de half-pipe s'impose, pour la troisième fois après 2011 et 2012 devant deux snowboardeuses plus polyvalentes (slopestyle et big air), la Britannique Katie Ormerod et la Japonaise Reira Iwabuchi. Chez les hommes, le travers est encore plus visible puisque l'Australien Scotty James s'impose (pour la première fois) devant le Japonais Yūto Totsuka, deux spécialistes du half-pipe. Le tenant du titre, le polyvalent Chris Corning, complète le podium.
| Rang | Nom           | Points |
| ---- | ------------- | ------ |
| 1    | Scotty James  | 3800   |
| 2    | Yūto Totsuka  | 3400   |
| 3    | Chris Corning | 3250   |
| 4    | Ruka Hirano   | 2800   |
| 5    | Ryoma Kimata  | 2800   |

| Rang | Nom            | Points |
| ---- | -------------- | ------ |
| 1    | Cai Xuetong    | 4000   |
| 2    | Katie Ormerod  | 3760   |
| 3    | Reira Iwabuchi | 3700   |
| 4    | Liu Jiayu      | 3600   |
| 5    | Laurie Blouin  | 3250   |

#### Big Air
Avec l'annulation de l'étape de Düsseldorf en janvier la saison est finalement composée de quatre manches.
Chez les femmes la Japonaise Reira Iwabuchi conserve son titre acquis en 2019. Chez les hommes l’Américain Chris Corning récupère son titre de 2018 grâce à deux victoires et deux troisièmes places.
| Rang | Nom                 | Score |
| ---- | ------------------- | ----- |
| 1    | Chris Corning       | 3200  |
| 2    | Nicolas Laframboise | 2300  |
| 3    | Ryoma Kimata        | 1820  |

| Rang | Nom             | Score |
| ---- | --------------- | ----- |
| 1    | Reira Iwabuchi  | 2900  |
| 2    | Brooke Voigt    | 1620  |
| 3    | Miyabi Onitsuka | 1580  |

#### Half-pipe
En Half-pipe les cinq épreuves programmées ont lieu. Elles sacrent la Chinoise Cai Xuetong pour la sixième fois (la seconde consécutive) et l'Australien Scotty James pour la troisième fois.	
| Rang | Nom          | Score |
| ---- | ------------ | ----- |
| 1    | Scotty James | 3800  |
| 2    | Yūto Totsuka | 3400  |
| 3    | Ruka Hirano  | 2800  |

| Rang | Nom               | Score |
| ---- | ----------------- | ----- |
| 1    | Cai Xuetong       | 3600  |
| 2    | Liu Jiayu         | 300   |
| 3    | Queralt Castellet | 2850  |

#### Slopestyle
Avec l'annulation de l'étape finale de Špindlerův Mlýn à cause de la pandémie de Covid-19 la saison est finalement composée de quatre manches. En montant sur tous les podiums (mais sans aucune victoire) la Britannique Katie Ormerod remporte son premier titre. Chez les hommes, c'est le jeune Japonais Ruki Tobita qui s'impose dès sa deuxième saison au niveau mondial.
| Rang | Nom              | Score   |
| ---- | ---------------- | ------- |
| 1    | Ruki Tobita      | 1616,40 |
| 2    | Tiarn Collins    | 1340    |
| 3    | Dusty Henricksen | 1290    |

| Rang | Nom           | Score |
| ---- | ------------- | ----- |
| 1    | Katie Ormerod | 2600  |
| 2    | Laurie Blouin | 2200  |
| 3    | Brooke Voigt  | 1250  |

### Cross
Malgré annulation de l’épreuve de Feldberg à cause de températures trop élevées la saison comporte six courses comme prévu grâce au sacrifice de l'épreuve par équipe de Big White, transformée en épreuves individuelles. Chez les femmes, le chassé-croisé entre l'Italienne Michela Moioli (titrée en 2016 et 2018) et la Tchèque Eva Samková (titrée en 2017 et 2019) continue et c'est l'Italienne qui remporte son troisième titre en remportant la moitié des épreuves et finissant deuxième des trois autres. Chez les hommes, l'Autrichien Alessandro Hämmerle conserve son titre acquis en 2019.
| Rang | Nom                 | Points |
| ---- | ------------------- | ------ |
| 1    | Alessandro Hämmerle | 3960   |
| 2    | Lorenzo Sommariva   | 3450   |
| 3    | Omar Visintin       | 2930   |
| 4    | Lucas Eguibar       | 2430   |
| 5    | Jakob Dusek         | 2250   |

| Rang | Nom             | Points |
| ---- | --------------- | ------ |
| 1    | Michela Moioli  | 5400   |
| 2    | Belle Brockhoff | 4100   |
| 3    | Chloé Trespeuch | 3340   |
| 4    | Eva Samková     | 3210   |
| 5    | Faye Gulini     | 2030   |

## Calendrier et podiums

### Hommes
| Date             | Lieu                      | Épreuve                | Vainqueur                                                                                          | Second                                                                                             | Troisième                                                                                          |
| ---------------- | ------------------------- | ---------------------- | -------------------------------------------------------------------------------------------------- | -------------------------------------------------------------------------------------------------- | -------------------------------------------------------------------------------------------------- |
| 24 août 2019     | Cardrona                  | Big air                | Chris Corning                                                                                      | Redmond Gerard                                                                                     | Kalle Järvilehto (en)                                                                              |
| 2 novembre 2019  | Modène                    | Big air                | Nicolas Laframboise                                                                                | Mark McMorris                                                                                      | Chris Corning                                                                                      |
| 7 décembre 2019  | Bannoïe                   | Slalom parallèle       | Andreas Prommegger                                                                                 | Aaron March                                                                                        | Maurizio Bormolini                                                                                 |
| 8 décembre 2019  | Bannoïe                   | Slalom géant parallèle | Roland Fischnaller                                                                                 | Mirko Felicetti (it)                                                                               | Benjamin Karl                                                                                      |
| 13 décembre 2019 | Montafon                  | Cross                  | Alessandro Hämmerle                                                                                | Cameron Bolton (de)                                                                                | Omar Visintin                                                                                      |
| 14 décembre 2019 | Copper Mountain           | Half-pipe              | Scotty James                                                                                       | Yūto Totsuka                                                                                       | Ruka Hirano                                                                                        |
| 14 décembre 2019 | Pékin                     | Big air                | Maxence Parrot                                                                                     | Sven Thorgren                                                                                      | Chris Corning                                                                                      |
| 14 décembre 2019 | Cortina d'Ampezzo         | Slalom géant parallèle | Roland Fischnaller                                                                                 | Lee Sang-ho                                                                                        | Igor Sluev                                                                                         |
| 19 décembre 2019 | Carezza                   | Slalom géant parallèle | Épreuve interompue annulée à cause de trop nombreuses chutes dues à des températures trop élevées. | Épreuve interompue annulée à cause de trop nombreuses chutes dues à des températures trop élevées. | Épreuve interompue annulée à cause de trop nombreuses chutes dues à des températures trop élevées. |
| 20 décembre 2019 | Atlanta                   | Big air                | Chris Corning                                                                                      | Nicolas Laframboise                                                                                | Ryoma Kimata                                                                                       |
| 21 décembre 2019 | Breuil-Cervinia           | Cross                  | Lorenzo Sommariva                                                                                  | Emanuel Perathoner                                                                                 | Merlin Surget                                                                                      |
| 22 décembre 2019 | Secret Garden             | Half-pipe              | Scotty James                                                                                       | Yūto Totsuka                                                                                       | Ruka Hirano                                                                                        |
| 4 janvier 2020   | Düsseldorf                | Big air                | Épreuve annulée.                                                                                   | Épreuve annulée.                                                                                   | Épreuve annulée.                                                                                   |
| 11 janvier 2020  | Scuol                     | Slalom géant parallèle | Andrey Sobolev                                                                                     | Benjamin Karl                                                                                      | Oskar Kwiatkowski dario Caviezel                                                                   |
| 15 janvier 2020  | Laax                      | Slopestyle             | Sébastien Toutant                                                                                  | Redmond Gerard                                                                                     | Judd Henkes (en)                                                                                   |
| 18 janvier 2020  | Laax                      | Half-pipe              | Scotty James                                                                                       | Yūto Totsuka                                                                                       | Taylor Gold                                                                                        |
| 14 janvier 2020  | Bad Gastein               | Slalom parallèle,      | Daniele Bagozza (it)                                                                               | Maurizio Bormolini                                                                                 | Stefan Baumeister                                                                                  |
| 18 janvier 2020  | Rogla                     | Slalom géant parallèle | Edwin Coratti (it)                                                                                 | Roland Fischnaller                                                                                 | Vic Wild                                                                                           |
| 23 janvier 2020  | Alpe de Siusi             | Slopestyle             | Wladislaw Alexejewitsch Chadarin (de)                                                              | Ruki Tobita                                                                                        | Hiroaki Kunitake (de)                                                                              |
| 25 janvier 2020  | Big White                 | Cross                  | Omar Visintin                                                                                      | Éliot Grondin                                                                                      | Alex Deibold                                                                                       |
| 26 janvier 2020  | Big White                 | Cross,                 | Lorenzo Sommariva                                                                                  | Jakob Dusek                                                                                        | Senna Leith                                                                                        |
| 25 janvier 2020  | Piancavallo               | Slalom parallèle       | Andreas Prommegger                                                                                 | Roland Fischnaller                                                                                 | Stefan Baumeister                                                                                  |
| 31 janvier 2020  | Mammoth Mountain Ski Area | Half-pipe              | Yūto Totsuka                                                                                       | Taylor Gold                                                                                        | Ruka Hirano                                                                                        |
| 1er février 2020 | Mammoth Mountain Ski Area | Slopestyle             | Dusty Henricksen                                                                                   | Ryoma Kimata                                                                                       | Judd Henkes (en)                                                                                   |
| 1er février 2020 | Feldberg                  | Cross                  | Épreuve annulée à cause de températures trop élevées et de mauvaises conditions d'enneigement.     | Épreuve annulée à cause de températures trop élevées et de mauvaises conditions d'enneigement.     | Épreuve annulée à cause de températures trop élevées et de mauvaises conditions d'enneigement.     |
| 13 février 2020  | Lackenhof                 | Slalom géant parallèle | Épreuve annulée à cause de températures trop élevées.                                              | Épreuve annulée à cause de températures trop élevées.                                              | Épreuve annulée à cause de températures trop élevées.                                              |
| 15 février 2019  | Calgary                   | Half-pipe              | Ruka Hirano                                                                                        | Scotty James                                                                                       | Patrick Burgener                                                                                   |
| 16 février 2020  | Calgary                   | Slopestyle             | Tiarn Collins                                                                                      | Ruki Tobita                                                                                        | Liam Brearley                                                                                      |
| 22 février 2020  | Pyeongchang               | Slalom géant parallèle | Roland Fischnaller                                                                                 | Dmitry Loginov                                                                                     | Andrey Sobolev                                                                                     |
| 29 février 2020  | Blue Mountain (en)        | Slalom géant parallèle | Benjamin Karl                                                                                      | Mirko Felicetti (it)                                                                               | Andrey Sobolev                                                                                     |
| 1er mars 2020    | Blue Mountain (en)        | Slalom géant parallèle | Dmitry Loginov                                                                                     | Stefan Baumeister                                                                                  | Edwin Coratti (it)                                                                                 |
| 6 mars 2020      | Moscou                    | Slalom parallèle       | Épreuve annulée.                                                                                   | Épreuve annulée.                                                                                   | Épreuve annulée.                                                                                   |
| 7 mars 2020      | Sierra Nevada             | Cross                  | Lucas Eguibar                                                                                      | Alessandro Hämmerle                                                                                | Paul Berg                                                                                          |
| 10 mars 2020     | Livigno                   | Slalom parallèle       | Épreuve annulée en raison de la pandémie de Covid-19.                                              | Épreuve annulée en raison de la pandémie de Covid-19.                                              | Épreuve annulée en raison de la pandémie de Covid-19.                                              |
| 14 mars 2020     | Winterberg                | Slalom parallèle       | Épreuve annulée en raison de la pandémie de Covid-19.                                              | Épreuve annulée en raison de la pandémie de Covid-19.                                              | Épreuve annulée en raison de la pandémie de Covid-19.                                              |
| 15 mars 2020     | Veysonnaz                 | Cross                  | Alessandro Hämmerle                                                                                | Omar Visintin                                                                                      | Adam Dickson                                                                                       |
| 21 mars 2020     | Špindlerův Mlýn           | Slopestyle             | Épreuve annulée en raison de la pandémie de Covid-19.                                              | Épreuve annulée en raison de la pandémie de Covid-19.                                              | Épreuve annulée en raison de la pandémie de Covid-19.                                              |

### Femmes
| Date             | Lieu                      | Épreuve                | Vainqueur                                                                                          | Second                                                                                             | Troisième                                                                                          |
| ---------------- | ------------------------- | ---------------------- | -------------------------------------------------------------------------------------------------- | -------------------------------------------------------------------------------------------------- | -------------------------------------------------------------------------------------------------- |
| 24 août 2019     | Cardrona                  | Big air                | Enni Rukajärvi                                                                                     | Katie Ormerod                                                                                      | Silje Norendal                                                                                     |
| 2 novembre 2019  | Modène                    | Big air                | Reira Iwabuchi                                                                                     | Brooke Voigt                                                                                       | Anna Gasser                                                                                        |
| 2 novembre 2019  | Modène                    | Big air                | Reira Iwabuchi                                                                                     | Brooke Voigt                                                                                       | Anna Gasser                                                                                        |
| 7 décembre 2019  | Bannoïe                   | Slalom géant parallèle | Julie Zogg                                                                                         | Selina Jörg                                                                                        | Ladina Jenny                                                                                       |
| 8 décembre 2019  | Bannoïe                   | Slalom géant parallèle | Ramona Theresia Hofmeister                                                                         | Ladina Jenny                                                                                       | Claudia Riegler                                                                                    |
| 13 décembre 2019 | Montafon                  | Cross                  | Eva Samková                                                                                        | Michela Moioli                                                                                     | Belle Brockhoff                                                                                    |
| 14 décembre 2019 | Copper Mountain           | Half-pipe              | Queralt Castellet                                                                                  | Liu Jiayu                                                                                          | Maddie Mastro                                                                                      |
| 14 décembre 2019 | Pékin                     | Big air                | Miyabi Onitsuka                                                                                    | Anna Gasser                                                                                        | Laurie Blouin                                                                                      |
| 14 décembre 2019 | Cortina d'Ampezzo         | Slalom géant parallèle | Ramona Theresia Hofmeister                                                                         | Selina Jörg                                                                                        | Claudia Riegler                                                                                    |
| 19 décembre 2019 | Carezza                   | Slalom géant parallèle | Épreuve interompue annulée à cause de trop nombreuses chutes dues à des températures trop élevées. | Épreuve interompue annulée à cause de trop nombreuses chutes dues à des températures trop élevées. | Épreuve interompue annulée à cause de trop nombreuses chutes dues à des températures trop élevées. |
| 20 décembre 2019 | Atlanta                   | Big air                | Reira Iwabuchi                                                                                     | Kokomo Murase                                                                                      | Brooke Voigt                                                                                       |
| 21 décembre 2019 | Breuil-Cervinia           | Cross                  | Michela Moioli                                                                                     | Chloé Trespeuch                                                                                    | Sofia Belingheri (it)                                                                              |
| 22 décembre 2019 | Secret Garden             | Half-pipe              | Liu Jiayu                                                                                          | Cai Xuetong                                                                                        | Maddie Mastro                                                                                      |
| 4 janvier 2020   | Düsseldorf                | Big air                | Épreuve annulée.                                                                                   | Épreuve annulée.                                                                                   | Épreuve annulée.                                                                                   |
| 11 janvier 2020  | Scuol                     | Slalom géant parallèle | Ramona Theresia Hofmeister                                                                         | Sofia Nadyrshina                                                                                   | Milena Bykova (en)                                                                                 |
| 15 janvier 2020  | Laax                      | Slopestyle             | Julia Marino                                                                                       | Reira Iwabuchi                                                                                     | Katie Ormerod                                                                                      |
| 18 janvier 2020  | Laax                      | Half-pipe              | Queralt Castellet                                                                                  | Cai Xuetong                                                                                        | Liu Jiayu                                                                                          |
| 14 janvier 2020  | Bad Gastein               | Slalom parallèle,      | Ramona Theresia Hofmeister                                                                         | Ester Ledecká                                                                                      | Julie Zogg                                                                                         |
| 18 janvier 2020  | Rogla                     | Slalom géant parallèle | Ester Ledecká                                                                                      | Ramona Theresia Hofmeister                                                                         | Natalia Soboleva                                                                                   |
| 23 janvier 2020  | Alpe de Siusi             | Slopestyle             | Tess Coady                                                                                         | Katie Ormerod                                                                                      | Brooke Voigt                                                                                       |
| 25 janvier 2020  | Big White                 | Cross                  | Michela Moioli                                                                                     | Belle Brockhoff                                                                                    | Raffaella Brutto (it)                                                                              |
| 26 janvier 2020  | Big White                 | Cross,                 | Belle Brockhoff                                                                                    | Michela Moioli                                                                                     | Faye Gulini                                                                                        |
| 25 janvier 2020  | Piancavallo               | Slalom parallèle       | Julie Zogg                                                                                         | Selina Jörg                                                                                        | Ramona Theresia Hofmeister                                                                         |
| 31 janvier 2020  | Mammoth Mountain Ski Area | Half-pipe              | Cai Xuetong                                                                                        | Maddie Mastro                                                                                      | Liu Jiayu                                                                                          |
| 1er février 2020 | Mammoth Mountain Ski Area | Slopestyle             | Jamie Anderson                                                                                     | Laurie Blouin                                                                                      | Katie Ormerod                                                                                      |
| 1er février 2020 | Feldberg                  | Cross                  | Épreuve annulée à cause de températures trop élevées et de mauvaises conditions d'enneigement.     | Épreuve annulée à cause de températures trop élevées et de mauvaises conditions d'enneigement.     | Épreuve annulée à cause de températures trop élevées et de mauvaises conditions d'enneigement.     |
| 13 février 2020  | Lackenhof                 | Slalom géant parallèle | Épreuve annulée à cause de températures trop élevées.                                              | Épreuve annulée à cause de températures trop élevées.                                              | Épreuve annulée à cause de températures trop élevées.                                              |
| 15 février 2019  | Calgary                   | Half-pipe              | Cai Xuetong                                                                                        | Mitsuki Ono                                                                                        | Liu Jiayu                                                                                          |
| 16 février 2020  | Calgary                   | Slopestyle             | Laurie Blouin                                                                                      | Silje Norendal                                                                                     | Katie Ormerod                                                                                      |
| 22 février 2020  | Pyeongchang               | Slalom géant parallèle | Julie Zogg                                                                                         | Nadya Ochner                                                                                       | Ladina Jenny                                                                                       |
| 29 février 2020  | Blue Mountain (en)        | Slalom géant parallèle | Ramona Theresia Hofmeister                                                                         | Selina Jörg                                                                                        | Daniela Ulbing                                                                                     |
| 1er mars 2020    | Blue Mountain (en)        | Slalom géant parallèle | Ramona Theresia Hofmeister                                                                         | Sofia Nadyrshina                                                                                   | Selina Jörg                                                                                        |
| 6 mars 2020      | Moscou                    | Slalom parallèle       | Épreuve annulée.                                                                                   | Épreuve annulée.                                                                                   | Épreuve annulée.                                                                                   |
| 7 mars 2020      | Sierra Nevada             | Cross                  | Chloé Trespeuch                                                                                    | Michela Moioli                                                                                     | Belle Brockhoff                                                                                    |
| 10 mars 2020     | Livigno                   | Slalom parallèle       | Épreuve annulée en raison de la pandémie de Covid-19.                                              | Épreuve annulée en raison de la pandémie de Covid-19.                                              | Épreuve annulée en raison de la pandémie de Covid-19.                                              |
| 14 mars 2020     | Winterberg                | Slalom parallèle       | Épreuve annulée en raison de la pandémie de Covid-19.                                              | Épreuve annulée en raison de la pandémie de Covid-19.                                              | Épreuve annulée en raison de la pandémie de Covid-19.                                              |
| 15 mars 2020     | Veysonnaz                 | Cross                  | Michela Moioli                                                                                     | Chloé Trespeuch                                                                                    | Belle Brockhoff                                                                                    |
| 21 mars 2020     | Špindlerův Mlýn           | Slopestyle             | Épreuve annulée en raison de la pandémie de Covid-19.                                              | Épreuve annulée en raison de la pandémie de Covid-19.                                              | Épreuve annulée en raison de la pandémie de Covid-19.                                              |

### Mixte
| Date            | Lieu        | Épreuve                           | Vainqueur                                                                                              | Second                                                                                                 | Troisième                                                                                              |
| --------------- | ----------- | --------------------------------- | --- | --- | --- |
| 15 janvier 2020 | Bad Gastein | Slalom géant parallèle par équipe | Allemagne - Ramona Theresia Hofmeister - Stefan Baumeister                                             | Autriche - Claudia Riegler - Andreas Prommegger                                                        | Suisse - Julie Zogg - Dario Caviezel                                                                   |
| 26 janvier 2020 | Big White   | Bordercross par équipe            | Épreuve annulée au profit de deux épreuves individuelles (une masculine une féminine) de Border cross. | Épreuve annulée au profit de deux épreuves individuelles (une masculine une féminine) de Border cross. | Épreuve annulée au profit de deux épreuves individuelles (une masculine une féminine) de Border cross. |
| 26 janvier 2020 | Piancavallo | Slalom parallèle par équipe       | Allemagne - Ramona Theresia Hofmeister - Stefan Baumeister                                             | Italie - Nadya Ochner - Daniele Bagozza (it)                                                           | Autriche - Claudia Riegler - Andreas Prommegger                                                        |
| 2 février 2020  | Feldberg    | Bordercross par équipe            | Épreuve annulée à cause de mauvaises conditions d'enneigement                                          | Épreuve annulée à cause de mauvaises conditions d'enneigement                                          | Épreuve annulée à cause de mauvaises conditions d'enneigement                                          |
| 14 février 2020 | Lackenhof   | Slalom géant parallèle par équipe | Épreuve annulée à cause de températures trop élevées.                                                  | Épreuve annulée à cause de températures trop élevées.                                                  | Épreuve annulée à cause de températures trop élevées.                                                  |
| 23 mars 2020    | Winterberg  | Slalom parallèle par équipe       | Épreuve annulée en raison de la pandémie de Covid-19.                                                  | Épreuve annulée en raison de la pandémie de Covid-19.                                                  | Épreuve annulée en raison de la pandémie de Covid-19.                                                  |